# Beetlejuice Beetlejuice
Beetlejuice Beetlejuice è un film del 2024 diretto da Tim Burton.
La pellicola è il sequel di Beetlejuice - Spiritello porcello (1988), diretto dallo stesso Burton. Vede protagonisti Michael Keaton, Winona Ryder e Catherine O'Hara che riprendono i loro ruoli interpretati nel film originale, insieme ai nuovi membri del cast Jenna Ortega, Monica Bellucci, Willem Dafoe, Justin Theroux e Arthur Conti. Ambientato a più di 30 anni dagli eventi del primo capitolo, il film segue Lydia Deetz, ora madre, che lotta per mantenere unita la sua famiglia in seguito a un lutto mentre lo spettro Beetlejuice torna a perseguitarla.

## Trama
Nel 2024 Lydia Deetz conduce un talk show televisivo soprannaturale di successo, Ghost House, ma al tempo stesso si è allontanata dalla figlia, Astrid, da quando l'ex marito e padre della ragazza, Richard, è morto in una spedizione in Amazzonia. Negli ultimi tempi inoltre Lydia soffre di visioni di Beetlejuice, il fantasma che cercò di sposarla trentasei anni prima, e al contempo porta avanti una relazione sentimentale col suo manager Rory.
Un giorno la matrigna di Lydia e nonna di Astrid, Delia (ormai un'artista internazionale di successo), informa la figliastra che suo padre, Charles, è morto in seguito all'attacco di uno squalo. Le due donne e Astrid si recano quindi a Winter River, nella famosa "Casa dei Fantasmi", per il funerale di Charles. Qui Astrid, che disprezza il lavoro della madre poiché non crede ai fantasmi, scopre il plastico dove è rinchiuso il famigerato Beetlejuice; questo evento causa l'inaspettata ira della madre, che le vieta di pronunciare quel nome per tre volte, in modo da non evocarlo, ma senza spiegarle il motivo. In seguito, Rory propone a Lydia di sposarlo per Halloween e lei accetta, seppur con qualche esitazione. Nel frattempo Astrid si imbatte in un ragazzo del posto, Jeremy Frazier, che passa il tempo in una casa sull'albero in cortile e con cui inizia una relazione sentimentale; Jeremy in seguito la invita a trascorrere Halloween con lui.
Intanto, nel mondo dei morti, Beetlejuice porta avanti un'agenzia ultraterrena di bio-esorcismo, assistito da Bob, un ansioso fantasma con la testa rimpicciolita. Poco tempo dopo l'ex moglie di Beetlejuice, Delores, si risveglia e ricompone il suo corpo; essendo una "succhia-anime", compie una serie di omicidi, prosciugando le anime dei morti alla ricerca dell'ex marito. Quest'ultimo, venuto a conoscenza del ritorno della sua ex tramite il detective dell'oltretomba Wolf Jackson, spiega a Bob la sua storia: lui e Delores si erano incontrati durante la peste nera in Italia, ma la donna era la leader di una setta di credenti nell'immortalità e avvelenò Beetlejuice come parte di un rituale; questi per ripicca l'aveva fatta a pezzi con un'accetta prima di soccombere al veleno. Dopo aver appreso della morte di Charles Deetz e del ritorno di Lydia a Winter River, Beetlejuice decide di perseguitarla nuovamente per sposarla e avere così il suo agognato lasciapassare per il mondo dei vivi.
La sera di Halloween Astrid scopre di aver ereditato le capacità psichiche di sua madre, rendendosi conto che Jeremy è in realtà un fantasma, che riesce a convincerla ad aiutarlo a tornare nel regno dei vivi: sfortunatamente il ragazzo aveva ucciso i suoi genitori ventitré anni fa, prima di morire accidentalmente fuggendo dalla polizia, e inganna Astrid affinché lei prenda il suo posto nel regno dei morti. Lydia, avendo appreso da un agente immobiliare che la casa di Jeremy è il luogo del delitto e che dovrebbe essere disabitata, si precipita all'abitazione ma non riesce a fermarli; la donna è dunque costretta nuovamente a evocare con riluttanza Beetlejuice e stringere un patto con lui: Beetlejuice aiuterà Lydia a entrare nel regno dei morti e salvare sua figlia e lei in cambio lo sposerà, dandogli così la possibilità di sfuggire a Delores.
Una volta nel regno dei morti, Jeremy si prepara a timbrare il suo passaporto per scambiare la vita di Astrid con la sua e mandare quest'ultima sul "Treno delle Anime", ma a sorpresa viene spedito all'inferno dallo stesso Beetlejuice; Astrid e Lydia invece si ricongiungono e riescono a tornare nel regno dei vivi grazie all'aiuto dello spirito di Richard, che lavora come dipendente alla stazione del Treno delle Anime. Nel frattempo Delia decide di realizzare un'opera tragica dedicata alla morte del marito, in modo da aumentare la propria influenza e raggiungere maggior fama; finisce però per essere uccisa da due aspidi, comprati con la falsa conferma che erano stati sdentati e resi innocui. Arrivata nell'aldilà, Delia evoca Beetlejuice per aiutarla a trovare Charles; lui accetta, a patto che Delia lo aiuti a ritrovare Lydia.
Intanto Astrid e Lydia raggiungono la chiesa dove la donna dovrebbe sposarsi con Rory; tuttavia Beetlejuice, imbucatosi al matrimonio e sotto richiesta dello spirito di Delia, usa un siero della verità su Rory e costringe l'uomo ad ammettere di non aver mai creduto nelle capacità di Lydia e di averla voluta sposare solo per i soldi, cosa che porta la donna a stenderlo con un potente pugno. Beetlejuice si prepara a sposare Lydia, quando arriva Wolf, che interrompe la cerimonia nel tentativo di arrestarlo, salvo poi finire congelato dal demone assieme ai suoi colleghi; subito dopo arriva Delores in cerca di vendetta, ma grazie all'intervento di Astrid e del fantasma di Delia, viene divorata da un verme delle sabbie insieme a Rory. Beetlejuice vorrebbe dunque continuare col matrimonio forzato, ma Astrid riesce a fermarlo dimostrando che l'accordo stretto con la madre è nullo: Beetlejuice ha portato Lydia illegalmente nell'oltretomba, violando le regole vigenti. Beetlejuice viene sconfitto e sembra essere distrutto permanentemente.
Delia quindi, dopo aver detto addio a Lydia e Astrid ed essere stata riportata nell'oltretomba da Wolf, si riunisce con Charles davanti alla stazione del Treno delle Anime. Mentre tutto torna alla normalità, Lydia interrompe la sua carriera di medium televisiva per trascorrere più tempo con Astrid.

## Produzione

### Sviluppo
Nel marzo 2023, è stato confermato che Jenna Ortega era in trattative per interpretare Astrid Deetz, figlia di Lydia. A maggio è stato confermato anche il ritorno di Danny Elfman, compositore delle musiche del film originale, insieme all'aggiunta degli sceneggiatori Alfred Gough e Miles Millar. Catherine O'Hara ha ripreso il ruolo di Delia Deetz e anche Monica Bellucci si è unita al cast come Delores, l'ex-moglie di Beetlejuice. Nel novembre 2023, Willem Dafoe ha confermato la sua presenza all'interno del film, interpretando il ruolo di un detective dell'aldilà.

### Riprese
Le riprese del film sono durate dal 10 maggio al 30 novembre 2023.. Le riprese esterne hanno avuto luogo a East Corinth, nel Vermont (location delle scene all'aperto del film originale) con la casa ricostruita per lo sviluppo del film, a metà del 2023. La location della casa di Jeremy è a Melrose, in Massachusetts.

## Colonna sonora
La colonna sonora del film è stata composta da Danny Elfman, abituale compositore dei film di Tim Burton e noto per il tema di Batman, oltre che compositore già del primo Beetlejuice. Catherine O'Hara ha inoltre confermato che il film avrebbe incluso la canzone Day-O (Banana Boat Song), nella sua più celebre versione cantata da Harry Belafonte e già presente nel primo film. È inoltre presente in una scena il brano Tragedy dei Bee Gees.

## Promozione
Il primo teaser trailer del film è stato diffuso il 21 marzo 2024. Il trailer ufficiale è stato pubblicato il 23 maggio successivo. Il secondo trailer è uscito il 18 luglio dello stesso anno.

## Distribuzione
Beeetlejuice Beetlejuice è stato presentato in anteprima assoluta il 28 agosto 2024 come film d'apertura fuori concorso della 81ª Mostra internazionale d'arte cinematografica di Venezia. La distribuzione nelle sale italiane è avvenuta il 5 settembre 2024 e in quelle nordamericane il giorno dopo, a cura di Warner Bros. Pictures.

### Edizione italiana
Il doppiaggio italiano del film è diretto da Marco Mete (che ha curato anche i dialoghi) presso la CDC Sefit Group e vede il ritorno di Giuppy Izzo nel ruolo di Lydia, mentre Luca Biagini sostituisce Carlo Reali su Beetlejuice e Angiola Baggi subentra a Germana Dominici su Delia. Si uniscono al cast Chiara Fabiano, Christian Iansante, Mario Cordova e Marco Mete come voci di Jenna Ortega, Justin Theroux, Willem Dafoe e Danny DeVito; Monica Bellucci si è invece doppiata da sé sia per la versione italiana che per quella francese.

## Accoglienza

### Incassi
Il film ha incassato 294100435 $ in Nordamerica e 157900000 $ nel resto del mondo, per un totale di 452000435 $.

### Critica
Il film ha ricevuto recensioni generalmente positive. Sull'aggregatore di recensioni Rotten Tomatoes ha un indice di gradimento del 75% basato su 371 recensioni, con un voto medio di 6,5 su 10. Su Metacritic ottiene un punteggio di 62 su 100 basato su 61 recensioni.
Antonio Cuomo su Movieplayer.it dà al film 3,5 stelle su 5 e scrive che "Beetlejuice Beetlejuice è un sentito omaggio di Tim Burton al suo film degli anni ottanta e a quel pubblico che l'ha seguito sin dagli esordi". Entusiasta Simone Emiliani, che su Sentieri Selvaggi valuta il film 5 stelle su 5 affermando che è "una gioia per gli occhi" e annoverandolo tra i migliori film di Burton degli ultimi venticinque anni"; dello stesso avviso anche Emanuele Antolini di #CineFacts, secondo il quale Burton "torna alla poetica gotica del suo primo periodo artistico, dimostrando come sia possibile il ponte tra le vecchie e le nuove generazioni e, di conseguenza, tra due idee di Cinema".
Stephanie Bunbury di Deadline e Nicholas Barber della BBC ne hanno apprezzato l'umorismo, mentre John Nugent di Empire ha lodato l'interpretazione di Michael Keaton nel ruolo del protagonista. Più tiepide sono state le recensioni di Richard Lawson di Vanity Fair, Xan Brooks di The Guardian e Robbie Collin del Daily Telegraph, che lo hanno giudicato inferiore rispetto al film precedente, osservando che Beetlejuice Beetlejuice non ha niente da aggiungere all'originale.

## Riconoscimenti
- 2025 - Golden Globe
  - candidatura per il miglior risultato al cinema e al box office
- 2025 - Rotten Tomatoes Awards
  - Miglior film fantasy
- 2025 - Saturn Award[32][33][34][35]
  - Miglior film fantasy
  - Miglior attrice emergente a Jenna Ortega
  - Miglior colonna sonora a Danny Elfman
  - Migliori costumi a Colleen Atwood
  - candidatura per il miglior attore a Michael Keaton
  - candidatura per la miglior attrice a Winona Ryder
  - candidatura per il miglior attore non protagonista a Willem Dafoe
  - candidatura per la miglior regia a Tim Burton
  - candidatura per la migliore sceneggiatura a Alfred Gough e Miles Millar
  - candidatura per i migliori effetti speciali a Angus Bickerton, James Brennan-Craddock, Neal Scanlan e Stefano Pepin
  - candidatura per la miglior scenografia a Matt Scruton
  - candidatura per il miglior trucco a Neal Scanlan, Christine Blundell e Lesa Warrener
  - candidatura per il miglior montaggio a Jay Prychidny

## Sequel
L'11 aprile 2025 è stato confermato lo sviluppo di un sequel.